# Жадовский, Всеволод Никандрович
Всеволод Никандрович Жадовский (1793—1864) — губернский прокурор; тайный советник. Масон.

## Биография
Происходил из дворянского рода Жадовских. Родился в Ярославской губернии 4 (15) февраля 1793 года в семье Никандра Семёновича Жадовского (1760—1813). Имел братьев — Валериана (1796—1870), Николая, Никандра (1802—1865); сестру Александру (в замужестве Булгакова) .
Вступил в военную службу в 1805 году; в 1812 года был произведён из портупей-прапорщиков Семёновского полка был произведён в прапорщики; участвовал в Отечественной войне. С 1814 года — подпоручик, с 1816 года — поручик.
С 1817 года находился на гражданской службе. С 1829 года — Рязанский губернский прокурор, затем — Харьковский губернский, с 1833 года — Гродненский губернский прокурор. В 1844 году был произведён в действительные статские советники, в 1858 году — в тайные советники.
Служил по почтовому ведомству, был помощником петербургского почт-директора и членом Совета при главноначальствующем Почтового департамента. Имел ордена: Св. Владимира 3-й степени, Св. Анны 1-й степени с императорской короной, Св. Станислава 1-й степени.
Был дружен с А. М. Зиловым и Д. И. Поповым.
Умер 31 января (12 февраля) 1864 года; в Петербургском некрополе указана дата 1 февраля и место захоронения — Новодевичье кладбище.
Жена: Екатерина Николаевна (1797—07.04.1887), дочь Н. Я. Трегубова. Их сын, дипломат Валерий Всеволодович Жадовский (1836—1916), также как отец выслужил чин тайного советника. Другие дети: Николай (1833—?), София (30.08.1837—?), Вера (09.07.1839—?).

## Награды
- орден Св. Анны 2-й ст. (11.02.1836)
- орден Св. Владимира 3-й ст. (07.03.1842)
- орден Св. Станислава 1-й ст. (05.04.1846)
- орден Св. Анны 1-й ст. с императорской короной
- знак отличия беспорочной службы XXX лет (22.08.1845))